# Louis Fenton
Louis Fenton (Wellington, 3 aprile 1993) è un calciatore neozelandese, difensore del Queensland Lions FC e della nazionale neozelandese.

## Palmares

### Nazionale
- Coppa d'Oceania: 1

2016

### Individuale
- Miglior giocatore dell'OFC Under-20 Championship: 1

Figi 2013